# Campeonato da Europa de Atletismo de 2016 - Meia maratona feminina
A prova da meia maratona feminina do Campeonato da Europa de Atletismo de 2016 foi disputada no dia 10 de julho de 2016 pelas ruas de Amesterdão,  nos Países Baixos.  Devido a 2016 ser um ano olímpico, a maratona é substituída por uma meia maratona. Esta foi a primeira vez que a meia maratona foi executada durante os Campeonatos da Europa.

## Recordes
Antes desta competição, os recordes mundiais e continentais nesta prova eram os seguintes:
|                 | Nome              | Nacionalidade | Tempo     | Local     | Data                    |
| --------------- | ----------------- | ------------- | --------- | --------- | ----------------------- |
| Recorde mundial | Florence Kiplagat | Quênia        | 1h05ms09s | Barcelona | 15 de fevereiro de 2015 |
| Recorde europeu | Lornah Kiplagat   | Países Baixos | 1h06ms25s | Údine     | 14 de outubro de 2007   |

## Medalhistas
| Ouro               | Prata                  | Bronze                |
| Sara Moreira (POR) | Veronica Inglese (ITA) | Jéssica Augusto (POR) |

## Cronograma
Todos os horários são locais (UTC+2).
| Data        | Hora | Evento |
| ----------- | ---- | ------ |
| 10 de julho | 9:30 | Final  |

## Resultados

### Individual

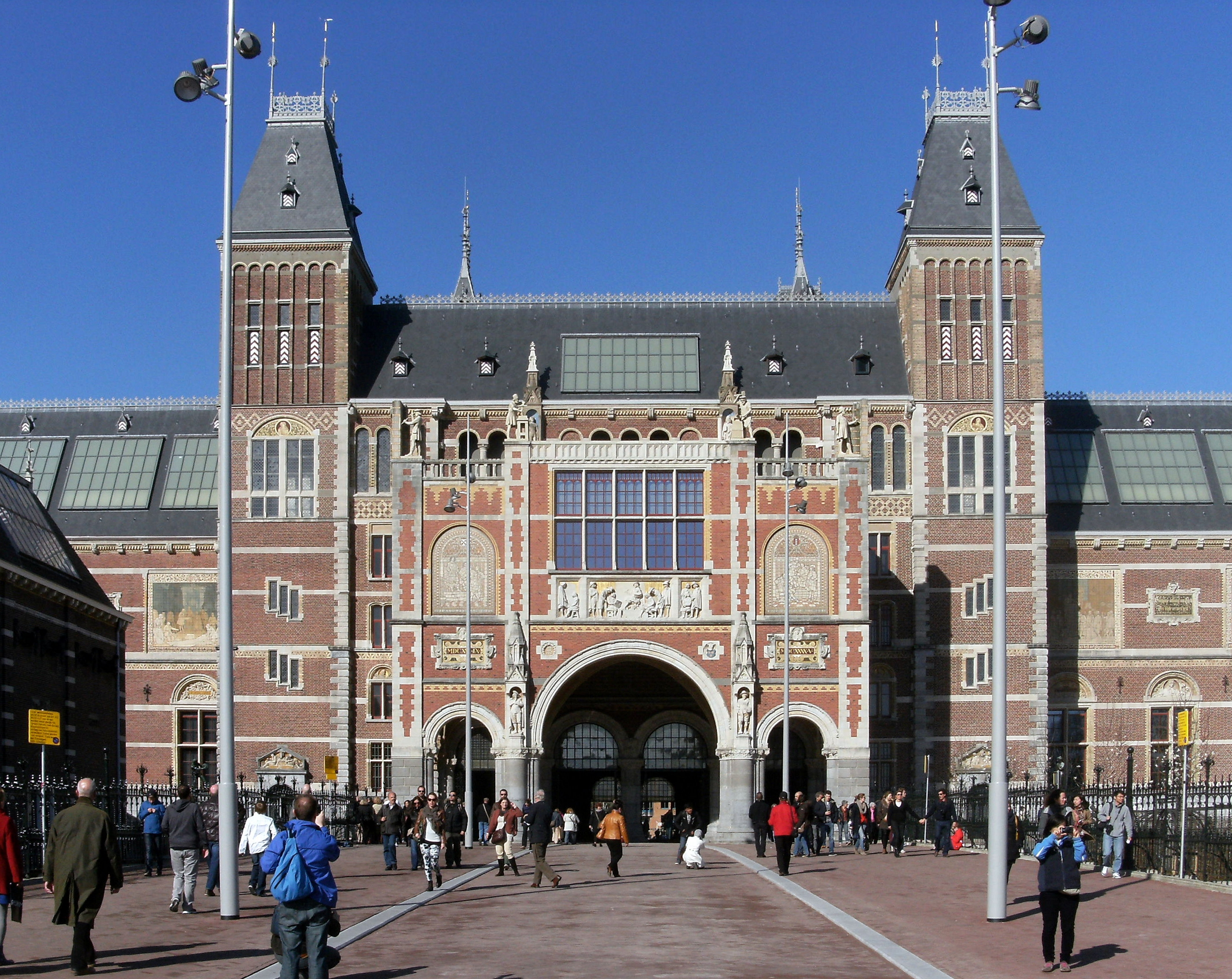
A entrada do Rijksmuseum onde ocorreu o início e o fim da prova

| Posição           | Atleta                       | Nacionalidade | Tempo   | Notas                |
| ----------------- | ---------------------------- | ------------- | ------- | -------------------- |
| Medalha de ouro   | Sara Moreira                 | Portugal      | 1:10:19 |                      |
| Medalha de prata  | Veronica Inglese             | Itália        | 1:10:35 | Recorde pessoal      |
| Medalha de bronze | Jéssica Augusto              | Portugal      | 1:10:55 | Recorde da temporada |
| 4                 | Rasa Drazdauskaitė           | Lituânia      | 1:11:47 | Recorde pessoal      |
| 5                 | Esma Aydemir                 | Turquia       | 1:11:49 | Recorde pessoal      |
| 6                 | Ourania Rebouli              | Grécia        | 1:11:52 | Recorde nacional     |
| 7                 | Monica Madalina Florea       | Roménia       | 1:11:56 |                      |
| 8                 | Eva Vrabcová-Nývltová        | Chéquia       | 1:12:01 |                      |
| 9                 | Agnieszka Mierzejewska       | Polónia       | 1:12:10 |                      |
| 10                | Gemma Steel                  | Grã-Bretanha  | 1:12:19 |                      |
| 11                | Sultan Haydar                | Turquia       | 1:12:34 |                      |
| 12                | Ana Dulce Félix              | Portugal      | 1:12:39 | Recorde da temporada |
| 13                | Alyson Dixon                 | Grã-Bretanha  | 1:12:47 | Recorde da temporada |
| 14                | Anna Incerti                 | Itália        | 1:12:51 | Recorde da temporada |
| 15                | Martina Strahl               | Suíça         | 1:12:55 |                      |
| 16                | Jacqueline Gandar            | França        | 1:13:00 |                      |
| 17                | Anja Scherl                  | Alemanha      | 1:13:03 |                      |
| 18                | Maryna Damantsevich          | Bielorrússia  | 1:13:09 |                      |
| 19                | Rosaria Console              | Itália        | 1:13:12 |                      |
| 20                | Anne-Mari Hyryläinen         | Finlândia     | 1:13:13 |                      |
| 21                | Olha Skrypak                 | Ucrânia       | 1:13:14 |                      |
| 22                | Paula Todoran                | Roménia       | 1:13:16 | Recorde da temporada |
| 23                | Maja Neuenschwander          | Suíça         | 1:13:18 |                      |
| 24                | Krisztina Papp               | Hungria       | 1:13:23 |                      |
| 25                | Nina Savina                  | Bielorrússia  | 1:13:23 | Recorde pessoal      |
| 26                | Elizeba Cherono              | Países Baixos | 1:13:27 |                      |
| 27                | Alessandra Aguilar           | Espanha       | 1:13:28 |                      |
| 28                | Olivera Jevtić               | Sérvia        | 1:13:39 |                      |
| 29                | Laila Soufyane               | Itália        | 1:13:42 |                      |
| 30                | Andrea Mayr                  | Áustria       | 1:13:49 |                      |
| 31                | Jess Draskau-Petersson       | Dinamarca     | 1:13:50 | Recorde da temporada |
| 32                | Nastassia Ivanova            | Bielorrússia  | 1:13:59 | Recorde pessoal      |
| 33                | Diana Lobačevskė             | Lituânia      | 1:14:06 |                      |
| 34                | Ruth van der Meijden         | Países Baixos | 1:14:12 |                      |
| 35                | Laura Manninen               | Finlândia     | 1:14:16 | Recorde pessoal      |
| 36                | Azucena Diaz                 | Espanha       | 1:14:21 |                      |
| 37                | Iryna Somava                 | Bielorrússia  | 1:14:44 |                      |
| 38                | Catherine Bertone            | Itália        | 1:15:06 |                      |
| 39                | Laura Hrebec                 | Suíça         | 1:15:08 | Recorde pessoal      |
| 40                | Korlima Chemtai              | Israel        | 1:15:22 |                      |
| 41                | Laurane Picoche              | França        | 1:15:24 |                      |
| 42                | Sonja Roman                  | Eslovênia     | 1:15:27 |                      |
| 43                | Sevilay Eytemiş              | Turquia       | 1:15:36 |                      |
| 44                | Anna Holm Baumeister         | Dinamarca     | 1:15:40 |                      |
| 45                | Andreea Alina Piscu          | Roménia       | 1:15:47 | Recorde pessoal      |
| 46                | Marisa Barros                | Portugal      | 1:15:53 |                      |
| 47                | Sophie Duarte                | França        | 1:15:59 |                      |
| 48                | Claire McCarthy              | Irlanda       | 1:16:02 |                      |
| 49                | Kim Dillen                   | Países Baixos | 1:16:11 |                      |
| 50                | Sofiya Yaremchuk             | Ucrânia       | 1:16:30 | Recorde da temporada |
| 51                | Isabell Teegen               | Alemanha      | 1:16:32 |                      |
| 52                | Yelena Dolinin               | Israel        | 1:16:44 | Recorde pessoal      |
| 53                | Lily Patrtidge               | Grã-Bretanha  | 1:16:57 |                      |
| 54                | Darya Mykhaylova             | Ucrânia       | 1:17:06 |                      |
| 55                | Katharina Heining            | Alemanha      | 1:17:15 |                      |
| 56                | Estela Navascués             | Espanha       | 1:17:16 |                      |
| 57                | Fanny Pruvost                | França        | 1:17:19 |                      |
| 58                | Frida Lunden                 | Suécia        | 1:17:22 |                      |
| 59                | Tina Muir                    | Grã-Bretanha  | 1:17:23 |                      |
| 60                | Vanessa Fernandes            | Portugal      | 1:17:27 |                      |
| 61                | Kateryna Karmanenko          | Ucrânia       | 1:17:28 | Recorde da temporada |
| 62                | Jamie van Lieshout           | Países Baixos | 1:17:36 |                      |
| 63                | Monika Juodeškaitė           | Lituânia      | 1:17:39 |                      |
| 64                | Veronika Brennhovd Blom      | Noruega       | 1:17:45 |                      |
| 65                | Martina Tresch               | Suíça         | 1:17:47 |                      |
| 66                | Anita Baierl                 | Áustria       | 1:17:48 |                      |
| 67                | Minna Lamminen               | Finlândia     | 1:17:48 |                      |
| 68                | Kristine Helle               | Noruega       | 1:17:50 | Recorde pessoal      |
| 69                | Remalda Kergytė-Dauskurdienė | Lituânia      | 1:17:56 |                      |
| 70                | Emma Nordling                | Suécia        | 1:17:58 |                      |
| 71                | Gladys Ganiel O'Neill        | Irlanda       | 1:18:06 | Recorde da temporada |
| 72                | Svitlana Stanko-Klymenko     | Ucrânia       | 1:18:18 |                      |
| 73                | Eli Anne Dvergsdal           | Noruega       | 1:18:29 | Recorde pessoal      |
| 74                | Anna Hahner                  | Alemanha      | 1:18:41 |                      |
| 75                | Runa Skrove Falch            | Noruega       | 1:19:11 |                      |
| 76                | Cecilla Norrbom              | Suécia        | 1:19:19 |                      |
| 77                | Tubay Erdal                  | Turquia       | 1:19:25 |                      |
| 78                | Marthe Katrine Myhre         | Noruega       | 1:19:38 |                      |
| 79                | Zsófia Erdélyi               | Hungria       | 1:21:32 |                      |
| 80                | Agata Strausa                | Letônia       | 1:21:42 |                      |
| 81                | Yasemin Can                  | Turquia       | 1:23:25 |                      |
| 99                | Charlotte Purdue             | Grã-Bretanha  | DNF     |                      |
| 99                | Dominika Napieraj            | Polónia       | DNF     |                      |
| 99                | Franziska Reng               | Alemanha      | DNF     |                      |
| 99                | Meryem Erdoğan               | Turquia       | DNF     |                      |
| 99                | Melina Trankle               | Alemanha      | DNF     |                      |
| 99                | Militsa Mircheva             | Bulgária      | DNF     |                      |
| 99                | Marta Silvestre              | Espanha       | DNF     |                      |
| 99                | Severine Hamel               | França        | DNF     |                      |
| 99                | Liliana Danci                | Roménia       | DNF     |                      |

### Equipes
| Posição           | Nacionalidade | Tempo   | Notas |
| ----------------- | ------------- | ------- | ----- |
| Medalha de ouro   | Portugal      | 3:33:53 |       |
| Medalha de prata  | Itália        | 3:36:38 |       |
| Medalha de bronze | Turquia       | 3:39:59 |       |
| 4                 | Bielorrússia  | 3:40:31 |       |
| 5                 | Roménia       | 3:40:59 |       |
| 6                 | Suíça         | 3:41:21 |       |
| 7                 | Reino Unido   | 3:42:03 |       |
| 8                 | Lituânia      | 3:43:32 |       |
| 9                 | Países Baixos | 3:43:50 |       |
| 10                | França        | 3:44:23 |       |
| 11                | Espanha       | 3:45:05 |       |
| 12                | Finlândia     | 3:45:17 |       |
| 13                | Ucrânia       | 3:46:50 |       |
| 14                | Alemanha      | 3:46:50 |       |
| 15                | Noruega       | 3:54:04 |       |
| 16                | Suécia        | 3:54:39 |       |

Legenda
| Recorde mundial       | Recorde mundial (World record)               |                       | Recorde africano                      | Recorde africano (African) |                                           | Q | Classificado por posição (Qualified) |
| Recorde do campeonato | Recorde do campeonato (Championship record)  | Recorde da América    | Recorde da América (Americas)         | q                          | Classificado por melhor tempo (Qualified) |   |                                      |
| Melhor marca do ano   | Melhor marca do ano (World leading)          | Recorde asiático      | Recorde asiático (Asian)              | DNS                        | Não largou (Did not start)                |   |                                      |
| Recorde nacional      | Recorde nacional (National record)           | Recorde europeu       | Recorde europeu (European)            | DNF                        | Não terminou (Did not finish)             |   |                                      |
| Recorde pessoal       | Recorde pessoal do atleta (Personal best)    | Recorde da Oceania    | Recorde da Oceania (Oceania)          | DSQ / DQ                   | Desclassificado (Disqualified)            |   |                                      |
| Recorde da temporada  | Recorde da temporada do atleta (Season best) | Recorde sul-americano | Recorde sul-americano (South America) | NM                         | Sem marca (No mark)                       |   |                                      |